# Wolfgang Hering
Wolfgang Hering (* 25. Januar 1928 in Dresden; † 6. August 1986 in Rostock; vollständiger Name: Wolfgang Arno Hering) war ein deutscher Altphilologe.
Wolfgang Hering besuchte bis Februar 1945 die Oberschule und war anschließend bis 1946 zunächst im Reichsarbeitsdienst, dann Kriegsteilnehmer und dann in Kriegsgefangenschaft. 1946/47 konnte er die Oberschule wieder besuchen und mit dem Abitur abschließen. Nach dem Abitur begann er ein Studium der Klassischen Philologie, das er 1951 mit dem Diplom abschloss. Danach wurde er Lehrbeauftragter und ab 1953 wissenschaftlicher Assistent am Institut für Klassische Philologie an der Wilhelm-Pieck-Universität Rostock (WPU). Im November 1954 promovierte er in Rostock mit einer Arbeit zum Thema Die Dialektik von Inhalt und Form bei Horaz. Satiren Buch I und Epistola ad Pisones, die Habilitation folgte im Juni 1960 mit der Arbeit Die Recensio der Caesarhandschriften. Danach wurde Hering auf die Professur für Urgeschichte und Altertumswissenschaften an der Sektion Geschichte an der WPU berufen. 1987 wurde Gabriele Bockisch seine Nachfolgerin, ohne allerdings Professorin zu werden.
Hering ist vor allem als Fachmann für die Schriften Caesars bekannt. Seine Ausgabe von C. Iulii Caesaris Commentarii rerum gestarum (Teubner, Leipzig 1987, ISBN 3-322-00351-5) gilt als eine der Standardeditionen dieser Schrift.

## Schriften
- Die Recensio der Caesarhandschriften (= Schriften der Sektion für Altertumswissenschaft/Deutsche Akademie der Wissenschaften zu Berlin. Bd. 41). Akademie, Berlin 1963.
- Die Dialektik von Inhalt und Form bei Horaz. Satiren Buch I und Epistola ad Pisones (= Schriften zur Geschichte und Kultur der Antike. Bd. 20). Akademie, Berlin 1979.